# Небраска
 Тази статия е за щата.  За филма от 2013 г. вижте Небраска (филм).  
Небраска (на английски: Nebraska) е щат в САЩ, чийто пощенски код е NE, а столицата се казва Линкълн. Небраска е с население от 1 920 076 жители (2017). Общата площ на Небраска е 200 329 km², от които 196 844 km² суша и 1244 km² вода (0,6%).

## География
Небраска граничи с Южна Дакота на север, Айова на изток, Мисури на югоизток (през река Мисури), Канзас на юг, Колорадо на югозапад и Уайоминг на запад.

## Градове
- Йорк
- Ла Виста
- Лексингтън
- Линкълн
- Лоръл
- Мак Кук
- Норфолк
- Омаха
- Скотсблъф
- Тилдън
- Южен Сиукс Сити

## Окръзи
Небраска се състои от 93 окръга:
1. Дъглас
2. Ланкастър
3. Гейдж
4. Къстър
5. Додж
6. Сондърс
7. Мадисън
8. Хол
9. Бъфало
10. Плат
11. Отои
12. Нокс
13. Сийдър
14. Адамс
15. Линкълн
16. Сюард
17. Йорк
18. Доусън
19. Ричардсън
20. Кас
21. Скотс Блъф
22. Салин
23. Бун
24. Къминг
25. Бътлър
26. Антълоуп
27. Уейн
28. Хамилтън
29. Уошингтън
30. Клей
31. Бърт
32. Тейър
33. Джеферсън
34. Филмор
35. Диксън
36. Холт
37. Фелпс
38. Фърнас
39. Шайен
40. Пиърс
41. Полк
42. Нъколс
43. Колфакс
44. Нимаха
45. Уебстър
46. Мерик
47. Вали
48. Ред Уилоу
49. Хауърд
50. Франклин
51. Харлан
52. Кърни
53. Стантън
54. Поний
55. Търстън
56. Шърман
57. Джонсън
58. Нанс
59. Сарпи
60. Фронтиър
61. Шеридан
62. Грийли
63. Бойд
64. Морил
65. Бокс Бют
66. Чери
67. Хичкок
68. Кийт
69. Доъс
70. Дакота
71. Кимбол
72. Чейс
73. Госпър
74. Пъркинс
75. Браун
76. Дънди
77. Гардън
78. Дюъл
79. Хейс
80. Сиукс
81. Рок
82. Кия Паха
83. Гарфийлд
84. Уилър
85. Банър
86. Блейн
87. Лоуган
88. Луп
89. Томас
90. Макфиърсън
91. Артър
92. Грант
93. Хукър